# Enoplolaimus glabrus
Enoplolaimus glabrus är en rundmaskart som beskrevs av Enrico Adelelmo Brunetti 1949. Enoplolaimus glabrus ingår i släktet Enoplolaimus och familjen Enoplidae. Inga underarter finns listade i Catalogue of Life.